# Баляга-Катангарське сільське поселення
Баля́га-Катанга́рське сільське поселення (рос. Баляга-Катангарское сельское поселение) — сільське поселення у складі Петровськ-Забайкальського району Забайкальського краю Росії.
Адміністративний центр та єдиний населений пункт — село Баляга-Катангар.

## Населення
Населення сільського поселення становить 62 особи (2019; 97 у 2010, 95 у 2002).